# Saeta rubia
Saeta rubia es una película española estrenada en 1956, dirigida por Javier Setó, producida por Suevia Films y protagonizada en los papeles principales por Alfredo Di Stéfano, Mary Lamar y Jacinto Quincoces. Di Stéfano, la gran estrella del Real Madrid de la década de 1950, se interpreta a sí mismo en el film. El título de la película se refiere al apodo por el que era conocido el futbolista.

## Sinopsis
Unos pilluelos simulan que uno de ellos ha sido atropellado por un conductor y en el barullo posterior le roban la cartera. Para su sorpresa, resulta ser la del famoso futbolista Alfredo Di Stéfano, conocido popularmente como "La Saeta Rubia". Movidos por su admiración hacia la estrella, los chavales deciden devolvérsela. A partir de entonces, el matrimonio Di Stefano se hará amigo de los chicos y planificarán la creación de un equipo de fútbol llamado "Saeta", con la finalidad de reeducarlos para que el día de mañana sean gente honrada.

## Reparto
- Alfredo Di Stéfano como Alfredo Di Stéfano
- Donatella Marrosu como Julia Rey
- Mary Lamar como María
- Jacinto Quincoces como	Ignacio Sancho
- Nicolás D. Perchicot como Sr. Justo
- María Gámez como Domitila
- Santiago Rivero como Juez
- Fernando Delgado como Hermano Jesús
- Valeriano Andrés como Locutor radiofónico
- Xan das Bolas como Taxista
- Antonio Ozores como Hincha
- Carlos Romero Marchent como Chico

## Jugadores/Entrenadores
- Juanito Alonso como Alonso
- José Luis Pérez-Payá como Pérez Payá
- Joaquín Navarro Perona como Navarro
- Enrique Marsal como Marsal
- Marquitos como Marquitos
- Roque Olsen como Olsen
- Rafael Lesmes como Lesmes
- Francisco Gento como Gento
- Miguel Muñoz como Muñoz
- José María Zárraga como Zárraga
- Heliodoro Castaño Pedrosa como Castaño
- Luis Molowny como	Molowny
- José Becerril como Becerril
- Joseíto como Joseíto
- Manolín Bueno como Manolín
- José Villalonga como Villalonga